# Cambra de combustió

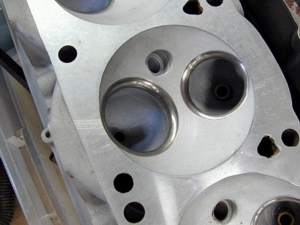
Cambra de combustió hemisfèrica situada a la culata d'un motor de gasolina de 4T

S'anomena cambra de combustió d'un motor de combustió interna aquella part en la que es produeix la combustió del combustible.
La combustió allibera l'energia química del combustible i escalfa els gasos resultants permetent l'aprofitament parcial en forma d'energia mecànica.
Hi ha dues categories bàsiques de motors de combustió interna: els motors volumètrics o de desplaçament positiu (alternatius o rotatius) i els motors de flux continu (turbines de gas).
Un tercer tipus a considerar és la dels motors de coet.
Finalment es poden esmentar casos de motors especials (amb independència que puguin ser classificats en categories anteriors): estato-reactors, pulso-reactors, ramjet, semidièsel, ...
Les cambres de combustió tenen formes diferents en cadascun dels tipus anteriors de motors.

## Diferències entre els motors volumètrics i els de flux continu
- En els motors volumètrics la combustió és intermitent i les tres fases de compressió, combustió i expansió es produeixen en la mateixa zona del motor. La proporció aire-combustible és estequiomètrica o molt propera a l'estequiometria.
- En les turbines les tres fases de compressió, combustió i expansió s'esdevenen en zones diferents. La combustió és contínua i la proporció d'aire d'admissió amb el combustible no és estequiomètrica. Hi ha un excés d'aire per a rebaixar la temperatura dels gasos que actuen sobre els rodets.

## Motors volumètrics

### Motors volumètrics alternatius
En els motors alternatius, dièsel i Otto (de 4T i 2T) la cambra de combustió queda definida entre el cilindre, el pistó i la culata.
Hi ha motors sense culata en els quals la cambra de combustió està limitada pel cilindre i dos pistons.
En els motors amb culata, la presència de vàlvules (4T i alguns 2T) o la seva absència (la majoria de 2T) són factors bàsics en la geometria possible de la cambra de combustió.

### Motor Wankel
En un motor Wankel la cambra de combustió està delimitada per la part fixa del motor (estàtor) i una de les del pistó (aproximadament) triangular rotatiu.

### Altres motors
Per a altres tipus de motors (Quasiturbine…) la cambra de combustió pot adoptar geometries diferents.

## Exigències de la cambra (motors volumètrics)

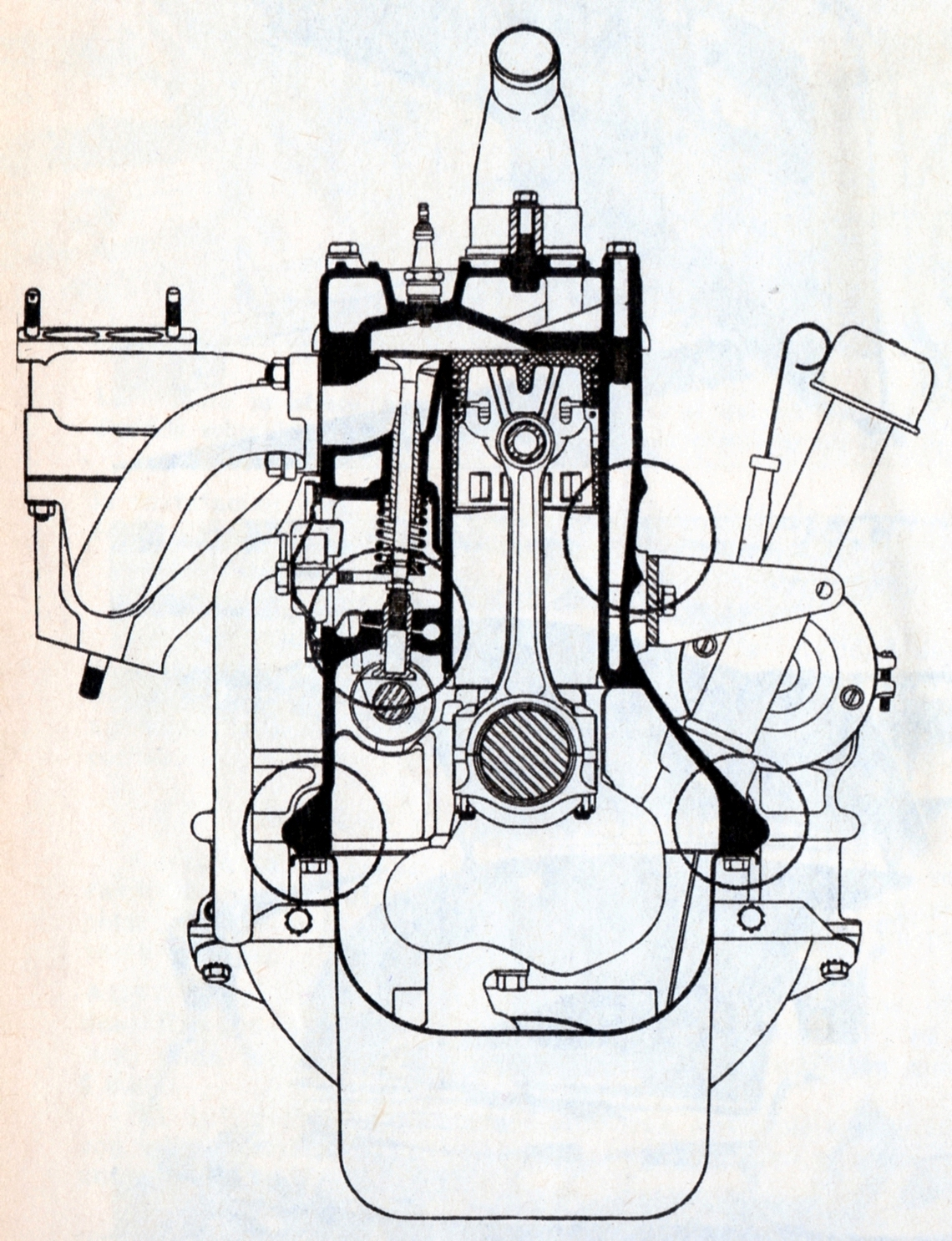
Motor Continental L6-226, amb vàlvules laterals i cambra de combustió "plana".

Les característiques d'una bona cambra de combustió (geometria, materials, refredament…) haurien de satisfer les exigències següents:
- Permetre una combustió ràpida (maximitzant el rendiment i la potència específica i minimitzant la contaminació).
- Eliminar l'autoencesa.
- Eliminar la detonació.
- Limitar les pèrdues de calor.
- Permetre una relació de compressió òptima.
- Permetre un bon coeficient d'emplenat i un rendiment volumètric màxim.

## Característiques d'algunes cambres de combustió

### Motors Otto
- Hi ha motors de gasolina de 2T amb culata "hemisfèrica". El pistó pot ser aplanat o amb deflector i la posició de la bugia central.
- Els motors de 4T antics (com el del Ford T) tenien vàlvules laterals i una cambra de combustió aplanada (cambra de combustió "plana").
- Alguns motors de competició tenien dos arbres de lleves en culata, 2 o 4 vàlvules a 90 graus i cambres de combustió hemisfèriques.
- Una cambra interessant, que permet que la culata sigui plana, és la cambra Heron[4] que necessita pistons rebaixats (la cambra es pot dir que és al pistó).

### Motors dièsel
Els motors dièsel acostumen a tenir algun tipus de pre-cambra (en la culata o en el pistó). Això fa que les cambres hemisfèriques siguin poc freqüents.
- En els motors dièsel de pistons oposats (de 2T tipus Junkers) la cambra queda limitada per les testes dels pistons i el cilindre.
- En els motors de 2T amb vàlvules d'escapament hi ha moltes geometries possibles.
- Els motors de 4T tenen vàlvules i diverses geometries possibles.

Un cas particular és la cambra Comet.

### Altres motors
En motors Wankel i altres la forma de la cambra queda definida per necessitats geomètriques.

## Turbines de gas

Una microturbina de la Capstone Turbine Corporation. La fletxa vermella representa els gasos calents que surten d'una cambra de combustió única de forma anular.

Hi ha turbines de gas, reactors i turboreactors amb una cambra de combustió única (una cambra per cada motor) i turbines amb cambres de combustió múltiples (diverses cambres per motor).

## Motors coet
En un motor de coet la cambra de combustió pot adoptar diverses formes.
En els motors de coet de propergols sòlids (per exemple, pólvora negra premsada) la cambra de combustió inicial és un espai buit situat en l'interior del propergol sòlid.
En els motors coet de propergols líquids la cambra de combustió és un espai de parets metàl·liques refrigerades que comunica amb la tovera de sortida.

## Estatoreactors
Els estatoreactors poden ser amb vàlvules (tipus bomba volant V1) o sense vàlvules.